# Prasinocyma dioscorodes
Prasinocyma dioscorodes là một loài bướm đêm trong họ Geometridae.